# Das dunkle Vermächtnis
Das dunkle Vermächtnis ist ein Thriller des irischen Schriftstellers John Connolly und stellt den zweiten Band der Bird-Parker-Reihe dar. Das Buch erschien im Jahr 2000 unter dem Originaltitel Dark Hollow und als deutsche Ausgabe im Ullstein-Verlag im Jahr 2003.

## Klappentext
„Nach dem traumatischen Verlust seiner Familie hat sich der New Yorker Ex-Cop Charlie Parker nach Maine zurückgezogen, an den Ort seiner Kindheit. Als eine junge Frau und ihr Sohn von der Hand eines Unbekannten sterben, muss Parker die Verfolgung aufnehmen. Denn der Schlüssel zur Klärung des Verbrechens liegt in der Geschichte seiner eigenen Familie. Und in den dunklen Wäldern von Maine, dem Ursprung eines mythischen Killers …“

## Inhalt
Die Geschichte, die in den Jahren 1990 bis 2009 spielt, setzt ein Jahr nach dem abgeschlossenen Fall des „Fahrenden Mannes“ ein. Nach der Selbstjustiz am besagten Serienmörder zieht sich Charles „Bird“ Parker aus dem Polizeidienst zurück und erwirbt eine Lizenz als Privatdetektiv. Um den gewaltsamen Tod seiner Ehefrau und seiner Tochter zu verarbeiten, zieht er sich in das Haus seines Großvaters in Scarborough/Maine zurück. Parker muss für seine Bekannte Rita Ferris Unterhaltsgeld von ihrem Ex-Mann Billie Purdue, einem gewalttätigen Kleinkriminellen, eintreiben. Es gelingt dem Privatdetektiv, ihm das Geld abzunehmen. Das Geld entstammt allerdings aus einem Überfall, den Billy während einer Lösegeldübergabe erbeutet hatte. Mitglieder einer Gangsterfamilie wollten den Entführern gerade zwei Millionen Dollar für das Leben der Tochter ihres Anführers übergeben, als alle Beteiligten von Billie Purdue erschossen wurden. Mafiaboss Toni Celli erfährt, dass Parker jetzt im Besitz eines Teils des Lösegelds ist und fordert es von ihm zurück. Celli steht selbst enorm unter Druck, da er seinerseits Geld unterschlagen hat, welches jetzt mit Nachdruck zurückgefordert wird. Daraufhin wird Parker entführt, verhört und schwer misshandelt. Die Vergangenheit holt ihn ein, als Rita und ihr Sohn ermordet werden. Die Auftragskiller Abel & Stritch, welche zusammen ein schwules Paar geben, sind dem verschwundenen Lösegeld ebenfalls auf der Spur. Sie wollen es benutzen, um sich damit nach einem langen „Berufsleben“ voller Folter und Mord endlich zur Ruhe zu setzen. Außer den beiden Killern sind noch verschiedene Abteilungen der Mafia und die Polizei hinter dem abgetauchten Billie Purdue her. Billie ist zwar auf der Flucht, sucht aber auch gleichzeitig nach seinen leiblichen Eltern, die ihn damals zur Adoption freigegeben hatten. Parker hat seine Spur aufgenommen, findet jedoch nur noch ermordete Zeugen auf und vermutet, dass sich Billie möglicherweise an ihnen für sein verpfuschtes Leben rächen wollte. Parker leidet unter Alpträumen und in seinem Haus ereignen sich mysteriöse Vorkommnisse. So hat er zum Beispiel Visionen von seiner ermordeten Ehefrau und Tochter, die ihm aus dem Jenseits erscheinen. Eine Frau erwähnt kurz vor ihrem Selbstmord die Rückkehr des mythischen Serienmörders Caleb Kyle („der Schatten der Wälder“, eine Art übermenschlicher und unverwundbarer Killer), welcher im Jahr 1965 sechs junge Frauen entführt, abgeschlachtet und als eine Art „Menschenopfer“ an einen Baum gehängt hatte. Caleb Kyle wurde bereits von Charlie Parkers Großvater gesucht, der den Mörder zufällig in einer Bar getroffen hat.

## Figuren
- Charlie "Bird" Parker. Protagonist und Hauptfigur der Geschichte. Charlie wird durch die Tragödie, die der gewaltsame Tod seiner Ehefrau und Tochter verursacht hat, vollkommen aus der Bahn geworfen. Er ist daher für immer gezeichnet. Zunächst durch Polizeidienst beim NYPD, später als Privatermittler, versucht er sich wieder zu fangen. Um die Schatten der Vergangenheit zu bewältigen, zieht er in die Stadt seines Großvaters, nach Scarborough in Maine, wo ihn sehr bald neue unheimliche Ereignisse einholen.
- Der „Fahrende Mann“ (“Travelling Man” im Original[4]). Ein unheimlicher Massenmörder, der eine Blutspur durch die USA zieht und unter anderem die Familie von Charlie Parker abschlachtet. Der psychopathische „Fahrende Mann“ hat die grausame Angewohnheit, als seine Art individueller Handschrift, seine Opfer auf besondere Weise zu drappieren.
- Rachel Wolfe. Rachel ist ebenfalls von den traumatischen Ereignissen sehr geprägt worden. Gemeinsam mit „Bird“ versucht sie als Kriminalpsychologin und inoffizielle Beraterin der New Yorker Polizei später auch das Rätsel des Caleb Kyle aufzuklären. Dabei nähern die beiden sich auch privat an.
- Louis und Angel. Das Duo unterstützt „Bird“, mithilfe seiner guten Kontakte in der Unterwelt, in den schwierigsten und gefährlichsten Momenten seiner Ermittlungen. Louis nimmt diesen Auftrag für die symbolische Summe von einem Dollar an. Sein Motiv ist, das Böse in der Welt zu bekämpfen.
- Rita Ferris. Bekannte von „Bird“. Sie gibt ihm den heruntergekommenen Ermittler den Auftrag, von ihrem Ex-Gatten Billy Purdue Unterhaltsgeld einzutreiben. Sie und ihr kleiner Sohn werden ermordet.
- Billy Purdue. Purdue ist ein junger Außenseiter, nicht smart und auch nicht clever, dafür aber ein guter Kerl. Der Waise weist eine Reihe von Vorstrafen auf. Unter anderem hat er zwei Millionen Dollar von der Mafia gestohlen und wird daher von verschiedenen Parteien verfolgt.
- Abel und Stritch. Das schwule Auftragsmörderpaar gehört zu den Antagonisten der Geschichte. Von ihrer Umgebung werden sie für ihre grausamen Taten gefürchtet. Vor allem Stritch hat die Gabe, dem Tod ein obszönes Gesicht zu geben. Sie, die in ihrer Bösartigkeit geradezu comicartig überzeichnet sind, sind auf der Suche nach Billy Purdue und dem fehlenden Lösegeld, um sich damit einen goldenen Ruhestand zu ermöglichen.
- Rand Jennings. Jennings ist der Polizeichef von Scarborough. Rand will sich an „Bird“ rächen, der eine kurze Affäre mit seiner Frau hatte.
- Lorna Jennings. Eine unglückliche Frau. Jung und moralisch „verblasst“. Mit Rand verbindet sie eine unglückliche Ehebeziehung.
- Tony Celli. Mafiaboss. Celli hat damals die Entführung arrangiert. Er macht sich dabei natürlich nicht selbst die Hände schmutzig, sondern beauftragt Killer für „nasse“ Jobs. Celli benötigt das Geld aus der Entführung dringend zurück, da er selbst Schulden hat und unter einem hohen Druck steht.
- Caleb Kyle. Antagonist und Massenmörder. In der volkstümlichen Überlieferung des Bundesstaates Maine ist Caleb eine mythische und übermenschliche Figur, die man den „Schwarzen Mann“ nennt. Dieser Mythos hat einen sehr ernsten Hintergrund, denn es handelt sich tatsächlich um einen Serienmörder, der real existiert hat und der eine Verbindung zu Charlies Großvater aufweist. Eine alte Frau kündigt vor ihrem Selbstmord, die Rückkehr des Caleb Kyle an. Im Jahr 1965 hatte Caleb sechs junge Frauen auf brutale Weise getötet und sie nach dem Ritus eines urzeitlichen Menschenopfers an einen Baum gehängt, wo sie ausbluteten.

## Sprachstil
„Der Dodge Intrepid stand im Schutz der Tannen, die Windschutzscheibe hinaus zur See, die Lichter abgeschaltet, den Schlüssel im Zündschloss, damit die Heizung weiterlief. So weit südlich war noch kein Schnee gefallen, aber Rauhreif bedeckte den Boden. Vom Ferry Beach hörte man die Brandung, das einzige Geräusch in dieser stillen Winternacht in Maine. Vier Boote lagen in Planen hinter dem rothölzernen Bootshaus und an der öffentlichen Anlegestelle war ein Katamaran vertäut. Sonst war der Parkplatz leer.“

## Rezensionen
„Niedergewalzt von der Wucht des Bösen“, so beschreibt Michael Drewniok auf Krimicouch das Buch. Der Thriller sei atmosphärisch „dicht“ aber teilweise „mit Handlung überfrachtet“. Die ansonsten „stromlinienförmige Handlung“ würde dadurch gewisse „Ausbuchtungen“ erfahren. Außerdem sei die Geschichte mit Szenen von „Massengemetzeln“ überladen worden. Die große Stärke von Das dunkle Vermächtnis wäre die „meisterhafte Zusammensetzung von Einzelhandlungen zu einem ungeheuerlichen und mitreißenden Gesamtbild“. Auch die mystische Umgebung von Maine, dem Land von Stephen King, würde gut zu der Story passen. Mit der Figur des zynischen und harten Protagonisten Charlie „Bird“ Parker, der das Ende seiner Familie zwar überlebt, aber auf Dauer seines Lebens eine vom Wahnsinn gezeichnete Persönlichkeit bleiben wird, sei Connolly ein glaubhafter und echter Charakter gelungen. Auf wird Das dunkle Vermächtnis als das beste Stück „Hardboiled Literatur“ bezeichnet. Meisterlich im Aufbau einer spannungsgeladenen Atmosphäre. Figuren, Atmosphäre, Spannungsbogen und Handlungsschauplatz seien durchweg stimmig.

## Ausgaben
- John Connolly: Das dunkle Vermächtnis, Ullstein Taschenbuch, München 2003, ISBN 978-3-548-26391-5.
- John Connolly: Das dunkle Vermächtnis, Weltbild, Augsburg 2007, ISBN 978-3-8289-8873-6.
- John Connolly: Das dunkle Vermächtnis, Edel, E-Book, 2014, ISBN 978-3-95530-566-6.